# Veletnivka, Henicesk
Veletnivka (în ucraineană Велетнівка) este o comună în raionul Henicesk, regiunea Herson, Ucraina, formată numai din satul de reședință.

## Demografie
Componența lingvistică a comunei Veletnivka
     Ucraineană (77,42%)
     Rusă (22,58%)
Conform recensământului din 2001, majoritatea populației comunei Veletnivka era vorbitoare de ucraineană (77,42%), existând în minoritate și vorbitori de rusă (22,58%).